# Wieża Bismarcka w Chełmnie
Wieża Bismarcka w Chełmnie – nieistniejąca już wieża Bismarcka, znajdująca się w Chełmnie.

## Historia
Wieża powstała z inicjatywy Związku Marchii Wschodniej i Związku Staroniemieckiego (1903 r.). Do realizacji wybrano projekt w kształcie zamku krzyżackiego w Świeciu autorstwa Królewskiego Architekta Budownictwa Rambeaua. Z niewiadomych przyczyn prace przerwano niedługo po rozpoczęciu. Wznowiono je 6 lat później według innego projektu nieznanego autorstwa. Jako wykonawcę zatrudniono mistrza murarskiego i ciesielskiego Wilhelma Fruchta. 30 marca 1909 rozpoczęto budowę. 19 sierpnia 1909 dokonano uroczystego otwarcia. W 1920 roku wieża została zburzona przez Polaków, a na jej miejscu usypano Kopiec Wolności (obecnie nieistniejący, od 1998 roku upamiętnia go tablica pamiątkowa).

## Dane techniczne
- wysokość: 23 metrów
- wykonanie: głazy granitowe, misa ogniowa na szczycie
- koszt: 12 000 marek